# Carrizales
Carrizales é uma comuna da província de Santa Fé, na Argentina.